# Proasellus escolai
Proasellus escolai és una espècie de crustaci isòpode pertanyent a la família dels asèl·lids.

## Hàbitat
És una espècie demersal que viu a l'aigua dolça de rius subterranis.

## Distribució geogràfica
Es troba a Europa: la província de Granada (l'Estat espanyol).